# كونستانتين أنتونوف
كونستانتين أنتونوف (بالبلغارية: Константин Антонов)‏ هو عسكري بلغاري، ولد في 18 يونيو 1879 في ستارا زاغورا في بلغاريا، وتوفي بنفس المكان في 23 أكتوبر 1932.